# کریشنامورتی پرمال
کریشنامورتی پرمال (انگلیسی: Krishnamurthy Perumal؛ زادهٔ ۲۶ سپتامبر ۱۹۴۳) ورزشکار هاکی روی چمن اهل راج بریتانیا است.
وی در مسابقات کشوری و بین‌المللی در مجموع برندهٔ ۱ مدال نقره، ۳ مدال برنز شده‌است.